# Харедим

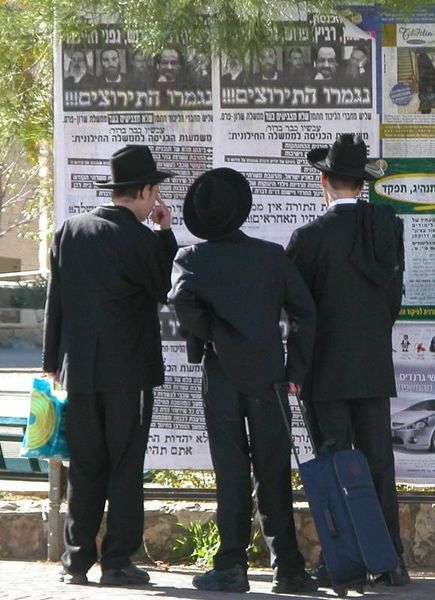
Молодые харедим читают агитационные афиши в поддержку блока «Яхадут ха-Тора» в правительстве Шарона во время размежевания

Хареди́м (ивр. חרדים‎; также ультраортодокса́льные иуде́и или ультраортодокса́льные евре́и) — обобщающее название и в некоторой степени самоназвание различных ультраортодоксальных еврейских религиозных общин и членов этих общин в Израиле и вне его. Буквально слово «харедим» (в единственном числе хареди́) означает «трепещущие [перед Богом]». Стиль жизни общин харедим определяется консервативными обычаями, сформировавшимися в европейском еврействе к XX веку, а также традиционными канонами иудаизма. Высшей духовной ценностью и идеалом считают пожизненное изучение Торы и усердное исполнение заповедей. Приветствуется исполнение правил и обычаев с максимальными строгостями.
Интересы харедим в парламенте Израиля и органах местного самоуправления в значительной мере представляют ультрарелигиозные политические партии. В израильской политике эти партии выступают против нарушений законов Торы на государственном уровне. Депутаты Кнессета из числа харедим обычно принципиально не занимают министерские посты, но иногда руководят министерствами в должности заместителя министра.

## Группы
По историческому происхождению и традициям выделяют две основные группы:
- Ашкеназийские харедим — потомки восточно-европейских и центрально-европейских евреев.
- Сефардские харедим — выходцы из стран Средиземноморья, северной Африки и Ближнего Востока.
- Мизрахские харедим — выходцы из центральной Азии, Персии и Арабских стран.

По направлению в иудаизме:
- Хасиды — религиозное еврейское движение, возникшее в середине XVIII века. Основателем его считается Баал-Шем-Тов. Отличается более эмоциональным подходом к религиозной жизни. Среди «хасидов» выделяют множество «дворов» (общин) («Гур», «Бэлз», «Сатмар», «Бобов»[англ.], «Махновка»[англ.], и пр.) Во главе каждого «двора» стоит (в «Любавич» и «Бреслев» стоял в прошлом) ребе, направляющий своих последователей. Отличаются определённой одеждой и обычаями.
- Литовское направление — консервативная группа в ортодоксальном иудаизме. Начала формироваться на территории восточной Европы в XVIII веке. Отличается рациональным подходом к изучению Торы. Среди раввинов, оказавших влияние на формирование мировоззрения, были Виленский гаон, Хафец-Хаим, Хазон-Иш и другие. Также известна как «миснагдим», буквально «противники», то есть оппоненты хасидов.
- Сефарды-харедим — направление среди израильских харедим, включающее ортодоксов-сефардов (по данным CBS, насчитывают примерно 300 тысяч человек).
- Хареди-леуми, хардальники — (аббревиатура от «национальные харедим») — наиболее консервативная часть сторонников религиозного сионизма, чей образ жизни находится ближе к ультраортодоксам (харедим), чем к современным ортодоксам, не включаемым в число харедим.

Разделение на направления является в определённой мере условным, поскольку как среди последователей литовского течения, так и среди хасидов есть и сефарды; нет чёткой границы между «Хардаль» и частью бреславских и любавических хасидов, стоящих на просионистских позициях, а также между «литваками» и «современными ортодоксами» (не харедим).
Среди иудейских ультраортодоксов есть и движение «Нетурей карто», которое резко выступает не только против сионизма (как и некоторые другие ультраортодоксальные течения), но и против существования Государства Израиль как такового.

## Особенности

### Освобождение от службы в армии
Юноши-харедим, учащиеся в ешивах, освобождались от службы в израильской армии со времени создания государства. Изначально речь шла о нескольких сотнях человек, но со временем количество харедим призывного возраста значительно увеличилось. В июле 2002 года вступил в силу Закон Таля, позволяющий учащимся в ешивах получать автоматически отсрочку от призыва до достижения возраста 22 лет. Затем отсрочка либо продлевалась ежегодно для тех, кто продолжал учёбу в ешиве или колеле, а прочим предлагался выбор между призывом на 16 месяцев или прохождением альтернативной службы в течение года. При этом ученикам ешив и колелей запрещалось устраиваться на работу даже на неполную ставку. Закон был принят в качестве временной меры сроком на пять лет и был продлён ещё на пять лет. В феврале 2012 года Закон Таля был признан неконституционным Верховным судом, и в августе 2012 года срок действия этой нормы истёк. По действующему закону харедим, получив повестку, должны явиться на призывной пункт в общем порядке (и могут быть арестованы за неявку), но затем их призыв, как правило, откладывается по распоряжению министра обороны как нецелесообразный.
В 2002 году в составе Бригады Кфир был образован 97-й батальон «Не́цах Йехуда́», неофициально называется также «На́халь Хареди́» (ивр. נח"ל חרדי‎) для харедим, желающих служить в армии, при этом строго соблюдая религиозные обряды, например, на их базах не проходят службу девушки, изучение Талмуда входит в распорядок дня, а надзор над кашрутом (кошерностью продуктов) осуществляется на уровне, принятом в общинах харедим. Заодно многие из них приобретают гражданскую профессию. Тем не менее, значительную часть батальона составляют выходцы из семей харедим, отчисленные или бросившие учёбу в ешиве ещё до призыва в армию (многие из них, либо их родителей примкнули к харедим лишь на каком-то этапе своей жизни и не вписались полностью в эту прослойку), а также выходцы из наиболее ортодоксальных кругов религиозных сионистов, то есть не харедим по происхождению, предпочитающие службу совместно с харедим. Большинство призывников из семей религиозных сионистов предпочитают службу в рамках программы хесдер, то есть совмещая учёбу в ешиве со службой в армии в течение пяти лет, из которых от 16 до 24 месяцев приходятся на военную службу.

### Система образования
Существует отдельная негосударственная система учебных заведений. Мальчики учатся отдельно от девочек. Обучение мальчиков начинается с 3 лет. Сначала мальчики учатся в хедере, где подробно изучают Хумаш с комментариями, продолжают в ешиве, а после женитьбы — в колеле. Глубоко изучаются Вавилонский Талмуд и Галаха. Светские предметы изучаются в минимальном объёме, либо не изучаются совсем.

### Одежда
Одежда мужчин среди харедим похожа на униформу. Круглый год мужчины одеваются в большинстве в чёрные костюмы, белые рубашки, чёрные шапочки (ермолки) и чёрные шляпы. Многие мужчины под рубашкой носят талит катан.
Женщины одеваются скромно. Длинные юбки, длинные рукава. Замужние покрывают волосы платком или париком или париком со шляпкой. В некоторых хасидских общинах харедим жёны носят на голове только платок, в других — напротив, носят бурки, закрывающие лицо и всё тело. Одежда красного цвета не считается скромной и поэтому не принята в обществе.. Тенденция последних лет — женщины-харедим стали применять больше цвета в одежде.

### Семья
Идеология харедим ратует за многодетность. Большинство семей многодетные, в среднем насчитывают 7-8 детей. Пару для своего сына или дочери подыскивают родители, пользуясь, как правило, услугами шадхана. Добрачные связи запрещены.

### Трудоустройство
Только меньшинство харедим-мужчин в Израиле официально работают. Число ультраортодоксальных израильских мужчин, работающих в настоящее время, составило 47 % от их общей численности. В то же время число работающих женщин-харедим увеличивается и составило 81 %. Основу бюджета семьи составляют государственные дотации и, часто, заработок жены. Также они пользуются льготами, медицинскими страховками и т. п. как и все граждане Израиля. Однако небольшая часть харедим принципиально не пользуется никакими пособиями государства, против существования которого они выступают, и в целом избегают вступать с ним в какие-либо отношения вплоть до обеспечения своих кварталов электричеством, производимым собственными генераторами (также из-за опасений нарушения законов шаббата сотрудниками Электрической компании).

### Районы проживания
В Израиле существуют отдельные города, где большинство жителей является харедим (Бней-Брак, Эльад, Бейтар-Илит, Бейт-Шемеш, Модиин-Илит, Рехасим и др.). Во многих крупных городах, в том числе в Иерусалиме, есть отдельные кварталы, где селятся в основном харедим, например Меа-Шеарим. В США и Канаде есть несколько районов харедим, в основном в Бруклине (Боро-Парк), Торонто и Монреале, а также несколько небольших городков в штатах Нью-Йорк (Кирьяс-Джоэл, Монси Нью-Скуэр) и Нью-Джерси ( Лейквуд), где харедим составляют значительную часть населения.

## Иллюстрации

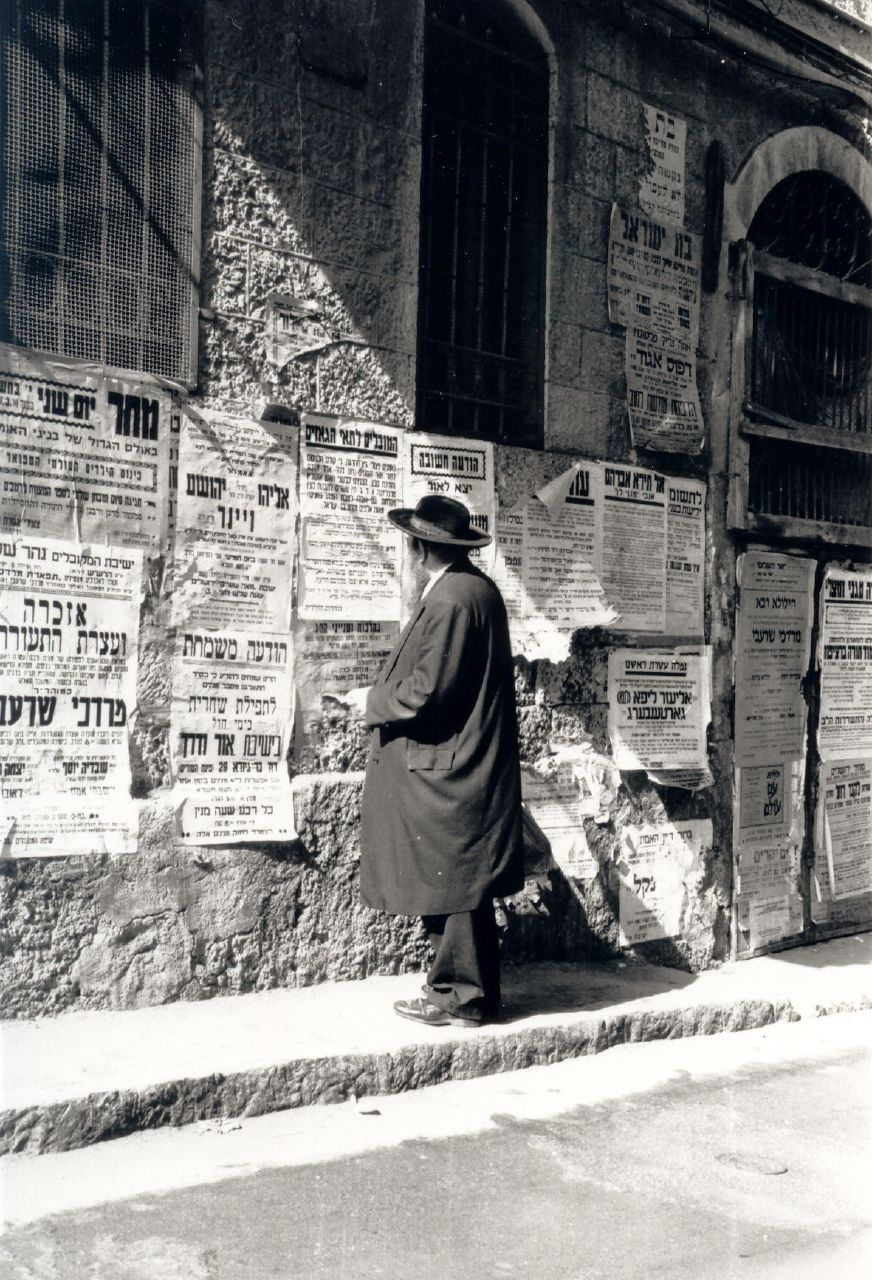
Один из харедим.
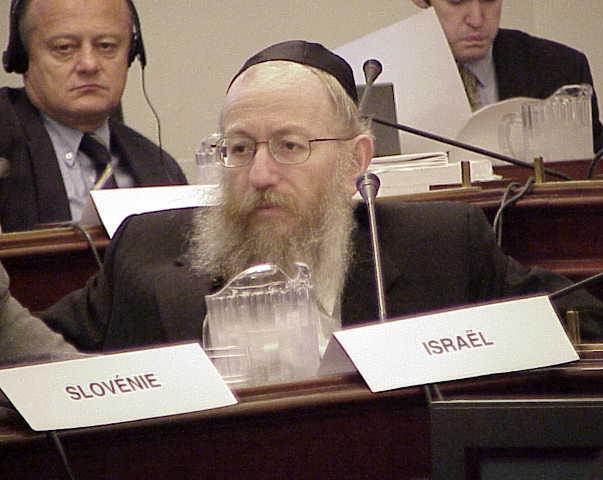
Яаков Лицман, депутат кнессета ультраортодоксальной фракции Яхадут ха-Тора.
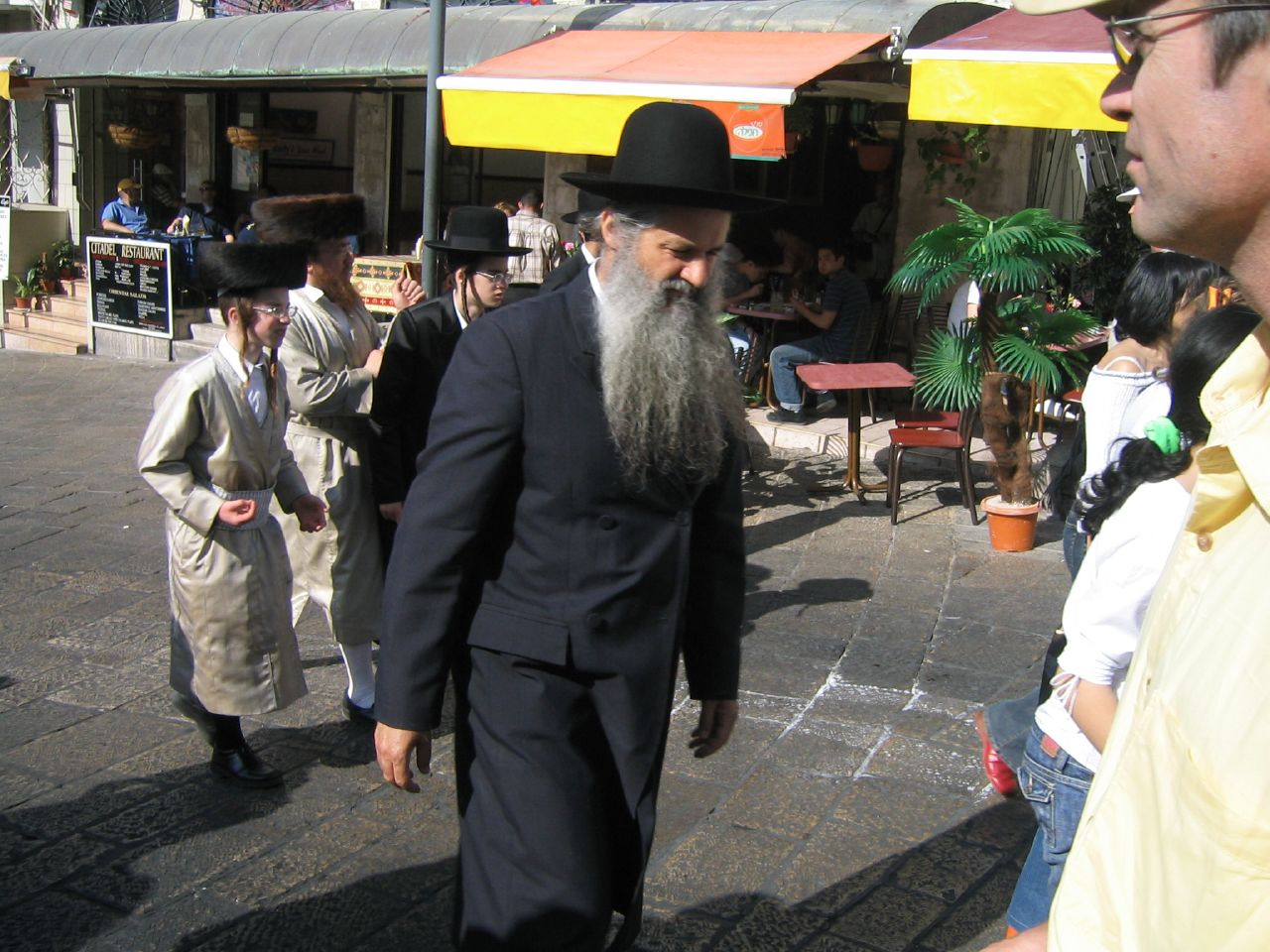
Харедим в Иерусалиме.
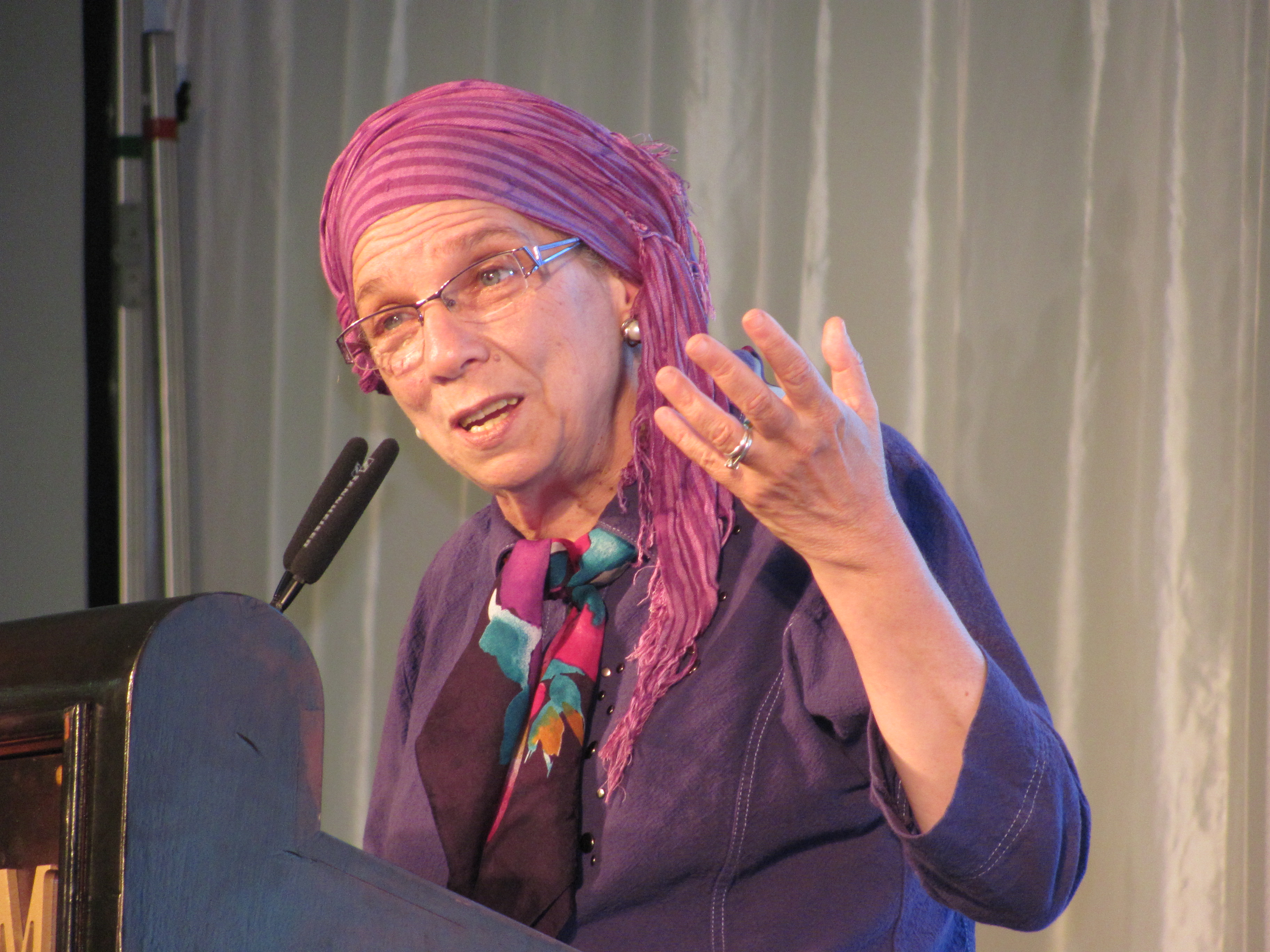
Ципора Хеллер, колумнистка газеты харедим «Хамодиа»[англ.]